# Torneo WTA de Auckland 2014
El Torneo WTA International de Auckland de 2014 (conocido por motivos comerciales como ASB Clasic Open 2014) es un evento de tenis femenino perteneciente al WTA Tour. Se disputa en canchas duras, dentro de las instalaciones del ASB Tennis Centre en Auckland, Nueva Zelanda. Tiene lugar entre el 30 de diciembre de 2014 y el 5 de enero de 2014.

## Cabeza de serie

### Individuales
| Tenista          | Ranking | Preclasificada |
| Roberta Vinci    | 14      | 1              |
| Ana Ivanovic     | 16      | 2              |
| Kirsten Flipkens | 20      | 3              |
| Sorana Cîrstea   | 22      | 4              |
| Jamie Hampton    | 28      | 5              |
| Lucie Šafářová   | 29      | 6              |
| Mona Barthel     | 34      | 7              |
| Karin Knapp      | 41      | 8              |

- Rankings al 30 de diciembre de 2013.

### Dobles
| Tenista                           | Ranking | Preclasificada |
| Andrea Hlaváčková Lucie Šafářová  | 28      | 1              |
| Cara Black Lucie Hradecká         | 41      | 2              |
| Lucie Hradecká Michaëlla Krajicek | 128     | 3              |
| Mona Barthel Megan Moulton-Levy   | 145     | 4              |

## Campeonas

### Individuales femeninos
Ana Ivanović venció a  Venus Williams por 6-2, 5-7, 6-4

### Dobles femenino
Sharon Fichman /  María Sánchez vencieron a  Lucie Hradecká /  Michaëlla Krajicek por 2-6, 6-4, [10-4]